# Georg af Polentz
Georg af Polentz (født omkring 1478, død 1550 i Balga) var biskop i Samland og Pomesanien samt advokat. Han var den første lutherske biskop.

## Liv
Georg af Polentz tilhørte en gammel sachsisk adelsslægt. Han studerede jura i Bologna og var privatsekretær for den pavelige kurie. Dernæst blev han soldat i kejser Maximilian 1.'s hær. Han kom til Königsberg sammen med Albrecht af Preussen, markgreve og stormester i den Tyske Orden. I 1519 blev han biskop af Samland, velsignet af kurien.
Johann Priesmann lærte ham hebraisk samt Martin Luthers lære. Polentz regerede Preussen i perioden 1522-25 i Albrechts fravær. Her samarbejdede han med advokaten og teologen Erhard af Queis, som var biskop af Pomesanien. Allerede i 1523 konverterede Polentz til lutheranismen. Han afholdt sin første lutheranske gudstjeneste til jul samme år i Königsberg.
Kort efter, 18. januar 1524, udstedte Polentz ordre om, at alle dåbshandlinger skulle foregå på det lokale sprog. Han forbød samme år den hedenske tilbedelse af Perkūnas, symboliseret ved gedebukken, hvilket han gentog i 1540. Med Albrechts godkendelse gennemførte han reformationen i Preussen. Efter at Albrecht havde omformet den tyske ordensstat Preussen til det sekulære hertugdømme Preussen, indbød Polentz en række protestantiske gejstlige til landet, heriblandt reformatoren Ambrosius Feierabend, som gik i eksil fra Elbing i 1539. Den preussiske landdag oprettede den Lutherske Kirke i Preussen med tilhørende ritualbog 10. december 1525.
Polentz indførte den preussiske ritualbog, hvori også ritualet for præstevielser va beskrevet. Polentz gennemførte den første af slagsen i 1538. Han blev gift i 1525 og igen, efter den første hustrus død, i 1527.
1. ↑  Navnet er anført på engelsk og stammer fra Wikidata hvor navnet endnu ikke findes på dansk.
2. ↑  Navnet er anført på engelsk og stammer fra Wikidata hvor navnet endnu ikke findes på dansk.
3. ↑  Navnet er anført på engelsk og stammer fra Wikidata hvor navnet endnu ikke findes på dansk.